# Karen Harrison
Karen Harrison (n. 16 noiembrie 1960 - d. mai 2011) a fost prima femeie din Marea Britanie care a lucrat ca mecanic de tren,  timp în care a fost o sindicalistă și activistă politică activă. 

## Primii ani
Harrison, fiica unui ofițer vamal, s-a născut la Glasgow și a crescut la Londra, urmând cursurile liceului St. Michael's Convent Grammar School din Finchley. A abandonat școala la șaisprezece ani, lucrând la clubul Marquee din Londra în timpul perioadei de vârf pentru punk rock, înainte de a aplica pentru un post la la British Rail în 1977, cu scopul de a începe ucenicia ca mecanic ajutor, primul pas, la acea vreme, pentru a deveni mecanic titular. 
Lupta lui Harrison pentru a deveni mecanic de tren a început imediat ce s-a prezentat pentru interviul său cu echipa de recrutare a căilor ferate, care presupuseseră că solicitantul va fi bărbat. După ce au întâlnit-o pe Harrison și au descoperit că era femeie, s-au străduit să o îndepărteze de o carieră la bordul locomotivei și s-o îndrepte spre sarcini de secretariat. Cu toate acestea, ea a refuzat să fie respinsă și a insistat că vrea să devină mecanic de tren. 

## Cariera feroviară și sindicală
A început la depoul Old Oak Common (acum deținut de Great Western Railway și ulterior mutat la stația London Paddington). După zece ani s-a transferat la depoul Marylebone (acum parte a căilor ferate Chiltern). A întâmpinat multă rezistență la prezența ei în cabină din partea managerilor și colegilor, care dezaprobau vehement prezența unei femei în lumea lor masculină. Zece ani de hărțuire susținută - atât verbală, cât și fizică - au încetat după transferul ei în depoul Marylebone.
Harrison a descris cariera sa feroviară drept „Zece ani de iad, zece ani de rai. Este un pic dificil când ești doar un adolescent și ești lovit de acest val uriaș de ură. Pentru mulți dintre bărbați, am fost proverbialul rahat din piscină. În fiecare zi, când intram în sala de mese făceam pe mine, dar mă prefăceam că nu e cazul. Nu puteam să-i las să creeze zone interzise pentru mine; asta ar fi stabilit un precedent și nu puteam permite așa ceva, nu-i așa? Ar fi fost începutul sfârșitului." În documentarul BBC, People Century,  a pus supraviețuirea în acel prim deceniu pe seama „genelor din Glasgow, bogate în încăpățânare” și pe sprijinul comuniștilor în stil vechi din depou: „A fost ca și cum aș fi fost crescută de lupi. Au făcut o treabă minunată, Dumnezeu să-i binecuvânteze." 
După ce s-a mutat în depozitul Marylebone, a avansat rapid în rândurile sindicatului. Se alăturase sindicatului mecanicilor de tren, ASLEF, în prima ei zi la calea ferată. Karen Harrison a devenit prima femeie care a ocupat diverse funcții în ASLEF, totul culminând în 1995, când a fost aleasă pentru cea mai înaltă funcție pe care o poate deține un membru de rând: prezidarea conferinței anuale a ASLEF (Adunarea anuală a delegaților). A încercat să candideze și pentru comitetul de conducere al sindicatului, însă a strâns un număr insuficient de voturi.
Un atac de meningită a pus capăt carierei sale de mecanic, fiind declarată inaptă din punct de vedere medical pentru a conduce trenuri. 

## Educația universitară și moartea
Karen Harrison a devenit studentă la Universitatea din Oxford (Harris Manchester College), unde a studiat pentru o licență în drept.  
După absolvire, Harrison avea de gând să lucreze ca avocat specializat în dreptul muncii și drepturile omului. A murit în mai 2011 înainte de a-și termina studiile  Înmormântarea ei a avut loc în capela colegiului pe 6 mai, cu un elogiu prezentat de profesoara ei Louise Gullifer. 